# Agonum charactum
Agonum charactum är en skalbaggsart som beskrevs av Hatch. Agonum charactum ingår i släktet Agonum och familjen jordlöpare. Inga underarter finns listade i Catalogue of Life.